# آزمایشگاه ملی دینامیک سیالات محاسباتی
آزمایشگاه ملی دینامیک سیالات محاسباتی (National Laboratory for Computational Fluid Dynamics) که به عنوان آزمایشگاه کلیدی علوم و فناوری دفاع ملی دینامیک سیالات محاسباتی نیز شناخته می‌شود، یک آزمایشگاه کلیدی علوم و فناوری دفاع ملی جمهوری خلق چین ‌‌‌‌‌‌است که در دانشگاه بیهانگ و توسط اداره کل تسلیحات می شود و به طور مشترک توسط دانشگاه بیهانگ و مرکز تحقیقات و توسعه آیرودینامیک چین   در اوایل دهه ۱۹۹۰ساخته شده است   ، اولین کمیته تخصصی هوافضا در برنامه 863 تصمیم به تأسیس آزمایشگاه دینامیک سیالات محاسباتی ملی  گرفت که توسط کمیسیون علوم، فناوری و صنعت برای دفاع ملی در ماه می ۱۹۹۸  تصویب شد  و در آوریل ۱۹۹۸ تکمیل و به دنیای خارج باز شد. 
جهت های تحقیقاتی آزمایشگاه شامل تئوری محاسباتی، تحقیقات مکانیزم جریان، آیرودینامیک هواپیما و غیره می باشد. 
مدیر آزمایشگاه لی چون ژوان ، یکی از اساتید آکادمی مهندسی چین است.